# Gausfredo I
Gausfredo I de Ampurias y de Rosellón (? – 991), conde de Ampurias y conde de Rosellón (931-991)
Hijo del conde Gausberto de Ampurias y de Rosellón, consolidó la autoridad del linaje manteniendo juntos el Rosellón, Perelada y Ampurias.
Se casó, en primeras nupcias, con Ava Guisla de Roerque, posiblemente hija del conde Ramón de Roerque. De esta unión nacieron:
- Hugo I de Ampurias (v 965 – 1040), conde de Ampurias y conde de Perelada
- Suñer de Ampurias (? – v978) obispo de Elne
- Guislaberto I de Rosellón (f. 1013) conde de Rosellón
- Guisla de Ampurias
- Senegunda de Ampurias, casada con Bonucio de Claramunt (según La historia genealógica de la casa de Lara, de Luis de Salazar y Castro).

En segundas nupcias se casó con Sibila, con la que no tuvo descendencia.
En su testamento, fechado en 989, dividió el condado entre dos de sus hijos, a Hugo le correspondió Perelada y Ampurias, y a Guislaberto el Rosellón.

| Predecesor: Gausberto | Conde de Rosellón 931 - 991 | Sucesor: Guislaberto I de Rosellón |
| Predecesor: Gausberto | Conde de Ampurias 931 - 991 | Sucesor: Hugo I de Ampurias        |

- Datos: Q1388389